# Альципа яванська
Альци́па яванська (Alcippe pyrrhoptera) — вид горобцеподібних птахів родини Alcippeidae. Ендемік Індонезії.

## Поширення і екологія
Яванські альципи є ендеміками острова Ява. Вони живуть у вологих гірських і рівнинних тропічних лісах. Зустрічаються на висоті від 1000 до 1830 м над рівнем моря.